# Оксана Міяковська
Оксана Володимирівна Міяковська (30 жовтня 1919, Київ — 5 квітня 2020, Нью-Йорк, США) — визначна діячка української еміграції, архіваріуска Української вільної академії наук. Публіцистка, авторка спогадів. Сторічна довгожителька.

## Життєпис
Народилася 30 жовтня 1919 року в Києві у родині Володимира Міяковського, українського літературознавця, історика-архівіста, члена Наукового товариства імені Шевченка (1947), дійсного члена Української вільної академії наук (1948), та Інни Леонтіївни Голошвілової (Голошвілі), доньки Леонтія Голошвілі та Анни Осауленко.
У Києві Оксана Міяковська мешкала у будинку на вулиці Ярославів Вал, 13, де 14 травня 2015 року було встановлено меморіальну таблицю її батькові. Закінчила середню школу та вступила на природничий факультет університету ім. Т. Шевченка. На початку 1943 року закінчила прискорений випуск Сільськогосподарського інституту та працювала лаборанткою в Плодоягідному інституті в Китаєві біля Києва.
1943 року Оксана Міяковська переїхала з батьками до Львова. 1944 року потрапила із чоловіком, лікарем Серафимом Римаренком, до Берліна. Того ж року після трагічної загибелі чоловіка переїхала до батьків у Прагу. Через наближення Червоної армії у 1945 році Оксана Міяковська з родиною потрапляє до Вімперка, тоді до Пассау, Тітлінґа, Мюнхена та нарешті Ауґсбурґа. Там одружується із художником Мирославом Радишем.
На початку 1951 року Оксана Міяковська-Радиш разом із батьками, чоловіком та сином еміґрувала до США й оселилася в Нью-Йорку. Тут народила синів Володимира та Ігоря.
У Нью-Йорку пані довгий час працювала в редакції «Нового журналу», згодом — у видавництві «Пролог», продовженням якого стало видавництво «Сучасність». У 1970-1972 рр. разом із Оленою Несіною описувала архів Володимира Винниченка, що тоді зберігався в Бахметєвському архіві Колумбійського університету. Оксана Міяковська-Радиш виступала з доповідями в Українській вільній академії наук та інших наукових інституціях діаспори. Упродовж 1990-1996 рр. готувала «Новини з академії», написала спогади «Оглядаючись у минуле», опубліковані у журналі «Сучасність».
Пам'яті Оксани Міяковської-Радиш українська письменниця та активістка Оксана Забужко присвятила свою книгу «Як рубали вишневий сад, або Довга дорога з Бад-Емса».

## Родина
Перший чоловік — Серафим Римаренко, лікар. Другий чоловік — Мирослав Радиш, (21 жовтня 1910 — 1956) — маляр і театральний декоратор родом зі Снятинщини (Галичина). Діти — Богдан Серафимович Римаренко, Володимир Мирославович Радиш, Ігор Мирославович Радиш .